# Легура
Легура је смеша два или више елемената од којих је барем један метал. Легирајући елементи могу да са основним металом формирају једну фазу, тзв. чврсти раствор (једнофазне легуре) или више различитих фаза (вишефазни системи). Особине једнофазних легура зависе углавном од хемијског састава тј. удела легирајућег елемента, док код вишефазних легура облик, величина и расподела различитих фаза микроструктура играју одлучујућу улогу.
Легура има особине метала али оне могу бити знатно различите од особина чистих компонената из којих се легура састоји. Особине легура се могу променити односно побољшати механичком или термичком обрадом, као нпр. ваљањем, ковањем, жарењем, каљењем или отпуштањем. Неке од легура које се користе у свакодневном животу: Нерђајући челик (Fe, Cr, Ni), Ливено гвожђе (Fe, C, Si), Месинг (Cu, Zn), Алпака (Zn, Cu, Ni), Дуралуминијум (Mg, Al, Si, Cu), Бронза (Sn, Cu), Магналијум (Al, Mg), Амалгам (Hg, Sn, Au).
Елементи се додају основном металу да индукују тврдоћу, издржљивост или друга жељена својства. Већина метала и легура може бити очврснута стварањем неправилности у њиховој кристалној структури. Ови дефекти настају током пластичне деформације чекањем, савијањем, итд. и трајне су ако се метал не рекристализује. У супротном, неке легуре могу такође да промене својства загревањем. Готово сви метали се могу омекшати жарењем који рекристалише легуру и поправља недостатке, али не толико колико се може очвршћавати контролисаним загревањем и хлађењем. Многе легуре алуминијума, бакра, магнезијума, титана и никла могу се у одређеној мери ојачати неким методом термичке обраде, али мали број њих одговара на то у истом процентy  као челик.
Легуре су дефинисане карактером металног везивања. Састојци легуре се обично мере у процентима масе за практичне примене, а у атомским фракцијама за основне научне студије. Легуре се обично класификују као супституционе или међупросторне легуре, у зависности од атомског распореда који формира легуру. Оне се даље могу класификовати као хомогене (састоје се од једне фазе), хетерогене (састоје се од две или више фаза) или интерметалне.

## Терминологија
Као именица, термин легура се користи да опише мешавину атома у којој је примарни састојак метал. Када се користи као глагол, термин се односи на чин мешања метала са другим елементима. Примарни метал се назива база, матрица или растварач. Секундарни састојци се често називају раствореним материјама. Ако постоји мешавина само две врсте атома (не рачунајући нечистоће) као што је легура бакра и никла, онда се то назива бинарна легура. Ако постоје три врсте атома који формирају смешу, као што су гвожђе, никл и хром, онда се то назива тернарна легура. Легура са четири састојка је кватернарна легура, док се петоделна легура назива квинарна легура. Пошто проценат сваког састојка може да варира, са било којом мешавином, читав опсег могућих варијација се назива систем. У том погледу, сви различити облици легуре које садрже само два састојка, као што су гвожђе и угљеник, називају се бинарним системом, док све комбинације легура могуће са тројном легуром, као што су легуре гвожђа, угљеника и хрома, назива се тернарним системом.
Легура је технички нечист метал, али када се говори о легурама, термин нечистоће обично означава непожељне елементе. Такве нечистоће се уносе из основних метала и легирајућих елемената, али се уклањају током обраде. На пример, сумпор је уобичајена нечистоћа у челику. Сумпор се лако комбинује са гвожђем да би формирао гвожђе сулфид, који је веома крт, стварајући слабе тачке у челику. Литијум, натријум и калцијум су уобичајене нечистоће у легурама алуминијума, које могу имати штетне ефекте на структурни интегритет одливака. Насупрот томе, иначе чисти метали који једноставно садрже нежељене нечистоће често се називају „нечисти метали“ и обично се не називају легурама. Кисеоник, присутан у ваздуху, лако се комбинује са већином метала и формира металне оксиде; посебно на вишим температурама које се срећу током легирања. Током процеса легирања се често води велика пажња да се уклоне сувишне нечистоће, коришћењем флуксева, хемијских адитива или других метода екстракцијске металургије.
У пракси, неке легуре се користе толико предоминантно у односу на њихове основне метале да се назив примарног састојка такође користи као назив легуре. На пример, злато од 14 карата је легура злата са другим елементима. Слично томе, сребро које се користи у накиту и алуминијум који се користи као структурни грађевински материјал су такође легуре.
Термин „легура” се понекад користи у свакодневном говору као синоним за одређену легуру. На пример, аутомобилски точкови направљени од легуре алуминијума обично се називају једноставно „фелнама од легуре“, иако су у стварности челици и већина других метала у практичној употреби такође легуре. Челик је толико уобичајена легура да се многи предмети направљени од њега, попут точкова, буради или носача, једноставно називају именом предмета, подразумевајући да је направљен од челика. Када су направљени од других материјала, обично се наводе као такви (тј. „бронзани точак“, „пластично буре“ или „дрвени носач“).

## Теорија
Легирање метала се врши комбиновањем са једним или више других елемената. Најчешћи и најстарији процес легирања се изводи загревањем основног метала изнад његове тачке топљења, а затим растварањем растворених материја у растопљену течност, што може бити могуће чак и ако је тачка топљења растворене супстанце далеко већа од оне базе. На пример, у свом течном стању, титанијум је веома јак растварач способан да раствори већину метала и елемената. Поред тога, лако апсорбује гасове попут кисеоника и сагорева у присуству азота. Ово повећава могућност контаминације са било које контактне површине, те се мора растопити загревањем у вакууму, и користећи специјалне, водено хлађене, бакарне тиглове. Међутим, неки метали и растворци, као што су гвожђе и угљеник, имају веома високе тачке топљења и древним људима је било немогуће да се истопе. Стога, легирање (посебно интерстицијално легирање) такође може бити изведено са једним или више састојака у гасовитом стању, као што се случај у високој пећи за производњу сировог гвожђа (течно-гас), нитрирање, карбонитрирање или други облици очвршћавања кућишта (чврсто-гас), или процес цементације који се користи за прављење блистер челика (чврсто-гас). То се такође се може остварити са једним, више или са сва три конституента у чврстом стању, као што је рађено у древним методама заваривања по узору (чврсто-чврсто), смичућим челиком (чврсто-чврсто) или производњом челичног лива (чврсто-течност), мешање елемената путем дифузије у чврстом стању.
Додавањем другог елемента металу, разлике у величини атома стварају унутрашње напоне у решетки металних кристала; ови напони који често побољшавају његова својства. На пример, комбинација угљеника са гвожђем производи челик, који је јачи од гвожђа, његовог примарног елемента. Електрична и топлотна проводљивост легура је обично нижа од проводљивости чистих метала. Физичка својства, као што су густина, реактивност, Јангов модул легуре, можда се неће много разликовати од карактеристика њеног основног елемента, али инжењерска својства као што су затезна чврстоћа, дуктилност и смична чврстоћа могу се значајно разликовати од кореспондирајућих својстава саставних материјали. Ово је понекад резултат величине атома у легури, јер већи атоми врше компресивну силу на суседне атоме, а мањи атоми врше силу затезања на своје суседе, помажући легури да се одупре деформацији. Понекад легуре могу показати значајне разлике у понашању чак и када су присутне мале количине једног елемента. На пример, нечистоће у полупроводничким феромагнетним легурама доводе до различитих својстава, као што су први предвидели Вајт, Хоган, Сал, Тијан Обри и Накамура. Неке легуре се праве топљењем и мешањем два или више метала. Бронза, легура бакра и калаја, била је прва откривена легура током праисторијског периода, сада познатог као бронзано доба. Она је тврђа од чистог бакра и првобитно се користила за прављење алата и оружја, али је касније замењена металима и легурама са бољим својствима. У каснијим временима бронза је коришћена за украсе, звона, статуе и лежајеве. Месинг је легура направљена од бакра и цинка.
За разлику од чистих метала, већина легура нема једну тачку топљења, већ опсег топљења током којег је материјал мешавина чврсте и течне фазе (бљузга). Температура на којој почиње топљење назива се солидус, а температура када је топљење тек завршено назива се ликвидус. За многе легуре постоји одређена пропорција легуре (у неким случајевима више од једне), која се назива или еутектичка смеша или перитектички састав, који легури даје јединствену и ниску тачку топљења и нема прелаза течна/чврста бљузгавица.

## Легуре које се обрађују топлотом
Елементи за легирање се додају основном металу да би се индуковала тврдоћа, жилавост, дуктилност или друга жељена својства. Већина метала и легура може да се очврсне стварањем дефеката у њиховој кристалној структури. Ови дефекти настају током пластичне деформације чекићем, савијањем, екструдирањем и тако даље, и трајни су осим ако се метал не рекристалише. У супротном, неке легуре такође могу имати промењена својства термичком обрадом. Скоро сви метали се могу омекшати жарењем, које рекристализује легуру и поправља недостатке. То се донекле може остварити очвршћавањем путем контролисаног загревања и хлађења. Многе легуре алуминијума, бакра, магнезијума, титанијума и никла могу бити ојачане до одређеног степена неким методом термичке обраде, али мало њих реагује на то у истом степену као и челик.
Гвожђе је основни метал легуре гвожђа и угљеника познате као челик. Оно пролази кроз промену у распореду (алотропији) атома своје кристалне матрице на одређеној температури (обично између 1.500 °F (820 °C) и 1.600 °F (870 °C), у зависности од садржаја угљеника). Ово омогућава мањим атомима угљеника да уђу у међупросторе кристала гвожђа. Када дође до ве дифузије, за атоме угљеника се каже да су у раствору у гвожђу, формирајући посебну, хомогену, кристалну фазу која се зове аустенит. Ако се челик полако хлади, угљеник може да дифундује из гвожђа и постепено ће се вратити на алотроп ниске температуре. Током спорог хлађења, атоми угљеника више неће бити тако растворљиви у гвожђу, и биће приморани да се таложе из раствора, стварајући језгра концентрованијег облика карбида гвожђа у просторима између чистих кристала гвожђа. Челик тада постаје хетероген, јер се формира од две фазе, фазе гвожђе-угљеник која се зове цементит (или карбида) и чистог ферита гвожђа. Таква топлотна обрада производи челик који је прилично мекан. Међутим, ако се челик брзо охлади, атоми угљеника неће имати времена да се дифундују и таложе као карбид, већ ће бити заробљени унутар кристала гвожђа. Када се брзо охлади, долази до трансформације без дифузије (мартензита), у којој атоми угљеника постају заробљени у раствору. Ово узрокује да се кристали гвожђа деформишу док кристална структура покушава да се промени у стање ниске температуре, остављајући те кристале веома чврсте, али много мање дуктилне (крхкије).
Док висока чврстоћа челика настаје када је спречена дифузија и таложење (формирање мартензита), већина легура за термичку обраду су легуре које очвршћавају таложењем, које зависе од дифузије легирајућих елемената да би се постигла њихова чврстоћа. Када се загреју да би се формирао раствор, а затим брзо охладе, ове легуре постају много мекше него нормалне, током трансформације без дифузије, али затим очвршћавају како старе. Растворене супстанце у овим легурама ће се временом таложити, формирајући интерметалне фазе, које је тешко разликовати од основног метала. За разлику од челика, у коме се чврсти раствор раздваја на различите кристалне фазе (карбид и ферит), легуре које очвршћавају таложењем формирају различите фазе унутар истог кристала. Ове интерметалне легуре изгледају хомогене у кристалној структури, али имају тенденцију да се понашају хетерогено, постајући тврде и помало крте.